# Brestovo (Despotovac)
Pour les articles homonymes, voir Brestovo.
Brestovo (en serbe cyrillique : Брестово) est un village de Serbie situé dans la municipalité de Despotovac, district de Pomoravlje. Au recensement de 2011, il comptait 301 habitants.

## Démographie
| 1948 | 1953 | 1961 | 1971 | 1981 | 1991 | 2002 | 2011 |
| ---- | ---- | ---- | ---- | ---- | ---- | ---- | ---- |
| 723  | 709  | 718  | 686  | 653  | 614  | 397  | 301  |

|  |